# Szobolevói járás

A Szobolevói járás a Kamcsatkai határterületen

A Szobolevói járás (oroszul Соболевский район) járás Oroszországban, a Kamcsatkai határterületen. Székhelye Szobolevo falu.

## Népesség
- 2002-ben 3 221 lakosa volt.
- 2010-ben 2 604 lakosa volt.